# Neckeropsis fimbriata
Neckeropsis fimbriata är en bladmossart som beskrevs av Fleischer 1908. Neckeropsis fimbriata ingår i släktet Neckeropsis och familjen Neckeraceae. Inga underarter finns listade i Catalogue of Life.